# Золотовицький Ігор Якович
Ігор Якович Золотовицький (нар. 18 червня 1961, Ташкент, Узбецька РСР, СРСР) — радянський і російський актор театру і кіно, театральний педагог, з 2013 року — ректор Школи-студії МХАТ, заслужений артист РФ (2002), заслужений діяч мистецтв РФ (2020).

## Біографія
Ігор Золотовицький народився 18 червня 1961 року в Ташкенті, в сім'ї Якова Соломоновича Золотовицького, родом з Смоленська, і Софії Григорівни Золотовицької, родом з Кривого Рогу .
- У 1983 році закінчив Школу-студію МХАТ (курс Віктора Монюкова)[2] .
- З 1989 року викладає в Школі-студії МХАТ.
  - З 2013 року — ректор Школи-студії МХАТ.
- У 1995—2001 роках був одним з режисерів-постановників дог-шоу «Я і моя собака» на телеканалі НТВ[3], в 1996 році — одним з провідних короткою пізнавальної передачі «Живі новини» на тому ж каналі[4].

### Родина
- Дружина — актриса Віра Харибіна .
- діти:
  - Олексій Золотовицький (нар.. 18 березня 1988) — в 2014 році закінчив режисерський факультет ГІТІСу (майстерня Олега Кудряшова).
  - Олександр Золотовицький (нар.. 5 вересня 1997) — в 2019 році закінчив Школу-студію МХАТ (майстерня Дмитра Бруснікіна).

## Творчість

### Ролі в театрі
- 2005 — «Швидше за кроликів» (театр «Квартет І»)

#### Московський художній театр ім. А.П.Чехова
- 2001 — «№ 13» Рей Куні. Режисер: Володимир Машков — Ронні[5]
- 2003 — " Остання жертва " Олександра Островського . Режисер: Юрій Єрьомін — Салай Салтанович[6]
- 2003 — «Облога» Євгена Гришковця. Режисер: Євген Гришковець — Перший воїн[7]
- 2004 — " Зображуючи жертву " Братів Преснякових . Режисер: Кирило Серебренніков — Закіров[8]
- 2011 — «Майстер і Маргарита» Михайла Булгакова . Режисер: Янош Сас — Берліоз
- 2011 — «Дім» Євгена Гришковця. Режисер: Сергій Пускепаліс — Ігор
- 2014 — «П'яні» І. Вирипаєва . Режисер: Віктор Рижаков — Карл
- 2014 року — «Ілюзії» І. Вирипаєва . Режисер: Віктор Рижаков

### Фільмографія
| Рік         |    | Назва                                     | Роль                                                       |    |
| ----------- | -- | ----------------------------------------- | ---------------------------------------------------------- | -- |
| 1984        | ф  | «Єгорка»                                  | Рибаков, гідроакустик                                      | ру |
| 1984        | ф  | «Знак Саламандри»                         | пожежний                                                   | ру |
| 1985        | ф  | «Непрофесіонали»                          | Булочка                                                    | ру |
| 1989        | ф  | «У місті Сочі темні ночі»                 | сексуально заклопотаний                                    | ру |
| 1990        | ф  | «Таксі-блюз»                              | Петюнчік                                                   | ру |
| 1990        | ф  | «Захід»                                   | Левка                                                      | ру |
| 1990        | ф  | «Зламане світло»                          | Олег, актор «Ленкоцерта»                                   | ру |
| 1992        | ф  | «Луна-парк»                               | господар ресторану                                         | ру |
| 1992        | ф  | « Прорва»                                 | таксист                                                    | ру |
| 1995        | с  | «Російський проект»                       | перехожий (ролик «Пам'ятай про близьких»)                  | ру |
| 1998        | ф  | «Чехов і Ко»                              | продавець-німець (1-а серія, новела «Забув»)               | ру |
| 1998        | ф  | «Твір до Дня Перемоги»                    | психолог                                                   | ру |
| 1999        | ф  | «Мама»                                    | адміністратор психіатричної лікарні                        | ру |
| 2000        | ф  | «Літній дощ»                              | Діма                                                       | ру |
| 2000        | ф  | « Москва»                                 | Високий                                                    | ру |
| 2001        | с  | « Марш Турецького 2»                      | Іван Гнатович Шацьких (фільм № 7 «Прострочена віза»)       | ру |
| 2001        | ф  | «П'ятий кут»                              | Віктор Чагін                                               | ру |
| 2002        | ф  | «Літній дощ»                              | Діма                                                       | ру |
| 2003        | ф  | «Зажигайка»                               | Вовчик                                                     | ру |
| 2003        | с  | « Каменська 3»                            | Валерій Папоров, продюсер (фільм № 2 «Коли боги сміються») | ру |
| 2003        | с  | « Сищики 2»                               | Лепёсткін (серія «Вогонь небесний»)                        | ру |
| 2004        | ф  | «Конвалія срібляста 2»                    | Євген Коралов                                              | ру |
| 2004        | ф  | « Віддалений доступ»                      | Андрій                                                     | ру |
| 2005        | ф  | «Найкрасивіша»                            | Мен                                                        | ру |
| 2005        | ф  | «Роман жахів»                             | Юр Юрич                                                    | ру |
| 2005        | ф  | «Несподівана радість»                     | Микола Будько                                              | ру |
| 2005        | ф  | «Дура»                                    | Іван Агєєв                                                 | ру |
| 2005        | ф  | «Взяти Тарантіно»                         | Найхана, син Нальхана                                      | ру |
| 2005 — 2006 | с  | «Люба, діти і завод»                      | Жорик Орлов                                                | ру |
| 2006        | ф  | «Щастя за рецептом»                       | Аркадій Пузайцер                                           | ру |
| 2006        | ф  | «Три полуграции»                          | Ілля, чоловік Наталії                                      | ру |
| 2006        | ф  | «Заєць над безоднею»                      | Малай                                                      | ру |
| 2007        | ф  | «Охламон»                                 | продюсер                                                   | ру |
| 2007        | ф  | «Сумна дама хробаків»                     | Вадим                                                      | ру |
| 2007        | ф  | «Подруга банкіра»                         | Манякін, чоловік Євгенії                                   | ру |
| 2008        | с  | «Сищик Путілін»                           | агент Гайпель                                              | ру |
| 2008        | ф  | «Антисекс»                                | Роман Салаватовіч, режисер                                 | ру |
| 2008        | ф  | «Королі гри»                              | Геннадій Горін, кинутий чоловік (2-а і 3-я серії)          | ру |
| 2008        | ф  | «Непоодинокі»                             | Едуард Цвєтков, чоловік Алли                               | ру |
| 2008        | ф  | «Do Not відрікаються люблячи»             | Влад                                                       | ру |
| 2008        | ф  | «Циганочка з виходом»                     | ЛАЦе, циганський барон                                     | ру |
| 2009        | с  | « Журов»                                  | Віталій Мітін, фотограф (фільм № 3 «Старі дошки»)          | ру |
| 2009        | с  | «Коли падають гори»                       | Алішер Цаев, олігарх                                       | ру |
| 2009        | ф  | «Серце капітана Немова»                   | Георгій Якович, кардіолог                                  | ру |
| 2010        | с  | « Севастопольські оповідання»             | провідний                                                  | ру |
| 2010        | ф  | «Долі загадкове завтра»                   | Барвало, циганський барон                                  | ру |
| 2010        | ф  | «220 вольт любові»                        | Альберт Пшоно, нотаріус                                    | ру |
| 2010        | ф  | «Щастя за контрактом»                     | Валерій                                                    | ру |
| 2011        | с  | « Фарфорова весілля»                      | Ілля Володимирович                                         | ру |
| 2012        | ф  | «Короткий курс щасливого життя»           | Олександр                                                  | ру |
| 2012        | ф  | «Велика ржака»                            | директор горілчаного заводу                                | ру |
| 2013        | ф  | «Швидше за кроликів»                      | Гарік                                                      | ру |
| 2013        | ф  | «Не бійся, я з тобою! 1919 »              | Абдулла, глава банди найманців                             | ру |
| 2014        | с  | «Манекенниця»                             | Леонід Темников, батько Вадима                             | ру |
| 2015        | ф  | «Пансіонат" Казка ", або Чудеса включені» | Борис Ілліч Курёнок, директор турагентства                 | ру |
| 2016        | ф  | « Колектор»                               | Курчатов, журналіст, ведучий радіо «Ехо Москви» (голос)    | ру |
| 2017        | ф  | «Ви все мене дратуйте!»                   | Андрій Петрович                                            | ру |
| 2017        | с  | « Актриса»                                | директор театру                                            | ру |
| 2018        | ф  | «Історія одного призначення»              | Микола Ілліч, керуючий маєтком графа Лева Толстого         | ру |
| 2018        | ф  | «День до»                                 | Данила Сергійович, режисер                                 | ру |
| 2019        | тф | «Одеський пароплав»                       | лікар медпункту                                            | ру |
| 2021        | ф  | « Love»                                   | Микола                                                     | ру |
| 2023        | с  | Бібліотекар                               | Лагудов (ру)                                               |    |